# Afrobasket de 2015
O FIBA Afrobasket 2015 foi a vigésima oitava edição da competição regional organizada pela FIBA África, sucursal da Federação Internacional de Basquetebol no Continente Africano, sediada na Tunísia na cidade de Radès situada a nove quilômetros de Tunes.
Esta edição garante ao campeão a Seleção Nigeriana de Basquetebol uma vaga no torneio de basquetebol dos XXXI Jogos Olímpicos de Verão de 2016 e classificou Angola, Tunísia e Senegal os segundo, terceiro e quarto lugares para o Pré-Olímpico Mundial de Basquetebol de 2016.

## Sedes
| Radès                    | RadèsAfrobasket de 2015 (Tunísia) |
| Salle Omnisport de Rades | RadèsAfrobasket de 2015 (Tunísia) |
| Capacidade: 12.000       | RadèsAfrobasket de 2015 (Tunísia) |
|                          | RadèsAfrobasket de 2015 (Tunísia) |

## Países Participantes
- Angola (Atual Campeão)
- Tunísia (País Sede)

Zona 1
- Marrocos

Zona 2
- Cabo Verde
- Mali

Zona 3
- Costa do Marfim
- Nigéria

Zona 4
- Camarões
- Gabão

Zona 5
- Egito
- Uganda

Zona 6
- Zimbabwe
- Moçambique

Zona 7
- Nenhum classificado

Convidados
- Argélia
- República Centro-Africana
- Senegal

## Fase de Grupos

### Grupo A
| # | Seleção             | J | V | D | %    | P+  | P-  | +/- |
| - | ------------------- | - | - | - | ---- | --- | --- | --- |
| 1 | Tunísia             | 3 | 3 | 0 | 100  | 215 | 166 | 49  |
| 2 | Nigéria             | 3 | 2 | 1 | 66.7 | 245 | 192 | 53  |
| 3 | Rep Centro-Africana | 3 | 1 | 2 | 33.3 | 175 | 212 | -37 |
| 4 | Uganda              | 3 | 0 | 3 | 0    | 170 | 235 | -65 |

| 19 de agosto 15:00 | Relatório | Nigéria                                                      | 88–63 | Rep. Centro-Africana                                           |  | Salle Omnisport de Rades, Radès |  |
| 19 de agosto 15:00 | Relatório | Placar por quarto: 16-12, 33-23, 20-12, 19-16                |       |                                                                |  | Salle Omnisport de Rades, Radès |  |
| 19 de agosto 15:00 | Relatório | Pts: A. Aminu 15 Rbts: O. Lawal 14 Asts: B. Uzoh e M. Umeh 4 |       | Pts: D. Damachoua 15 Rbts: M. Kouguere 5 Asts: J. Djimrabaye 4 |  | Salle Omnisport de Rades, Radès |  |

| 19 de agosto 21:00 | Relatório | Tunísia                                              | 77–55 | Uganda                                                 |  | Salle Omnisport de Rades, Radès |  |
| 19 de agosto 21:00 | Relatório | Placar por quarto: 24-18, 14-10, 20-16, 19-11        |       |                                                        |  | Salle Omnisport de Rades, Radès |  |
| 19 de agosto 21:00 | Relatório | Pts: Ben Romdhane 24 Rbts: M. Roll 7 Asts: M. Roll 5 |       | Pts: S. Ocitti 20 Rbts: S. Omwony 5 Asts: K. Nagwere 4 |  | Salle Omnisport de Rades, Radès |  |

| 21 de Agosto 16:00 | Relatório | Uganda                                                 | 59–98 | Nigéria                                               |  | Salle Omnisport de Rades, Radès |  |
| 21 de Agosto 16:00 | Relatório | Placar por quarto: 16-27, 14-21, 11-32, 18-18          |       |                                                       |  | Salle Omnisport de Rades, Radès |  |
| 21 de Agosto 16:00 | Relatório | Pts: S. Omwony 20 Rbts: S. Omwony 9 Asts: S. Mukooza 3 |       | Pts: C. Ogushi 30 Rbts: O. Oyedeji 8 Asts: O. Lawal 7 |  | Salle Omnisport de Rades, Radès |  |

| 21 de Agosto 21:00 | Relatório | Tunísia                                                            | 68–52 | Rep. Centro-Africana                                                      |  | Salle Omnisport de Rades, Radès |  |
| 21 de Agosto 21:00 | Relatório | Placar por quarto: 14-9, 16-10, 19-16, 19-17                       |       |                                                                           |  | Salle Omnisport de Rades, Radès |  |
| 21 de Agosto 21:00 | Relatório | Pts: M. Roll e S. Mehri 12 Rbts: B. Romdhane11 Asts: M. Hadidane 3 |       | Pts: M. Kouguere 20 Rbts: J. Djimbaraye e J. Grebongo 8 Asts: Y. Zachée 2 |  | Salle Omnisport de Rades, Radès |  |

| 23 de Agosto 16:00 | Relatório | Rep. Centro-Africana                                            | 60–56 | Uganda                                                      |  | Salle Omnisport de Rades, Radès |  |
| 23 de Agosto 16:00 | Relatório | Placar por quarto: 20-16, 8-16, 11-11, 21-13                    |       |                                                             |  | Salle Omnisport de Rades, Radès |  |
| 23 de Agosto 16:00 | Relatório | Pts: D. Damachoua 14 Rbts: J. Grebongo 13 Asts: J. Djimrabaye 2 |       | Pts: B. Sebirumbi 15 Rbts: B. Sebirumbi 15 Asts: J. Enabu 5 |  | Salle Omnisport de Rades, Radès |  |

| 23 de Agosto 21:00 | Relatório | Nigéria                                             | 59–70 | Tunísia                                                          |  | Salle Omnisport de Rades, Radès |  |
| 23 de Agosto 21:00 | Relatório | Placar por quarto: 13-22, 17-17, 12-20, 17-11       |       |                                                                  |  | Salle Omnisport de Rades, Radès |  |
| 23 de Agosto 21:00 | Relatório | Pts: B. Uzoh 13 Rbts: A. Aminu 8 Asts: M. Gbinije 3 |       | Pts: S. Mehri 24 Rbts: M. Ben Romdhane 8 Asts: M. Ben Romdhane 8 |  | Salle Omnisport de Rades, Radès |  |

### Grupo B
| # | Seleção    | J | V | D | %    | P+  | P-  | +/- |
| - | ---------- | - | - | - | ---- | --- | --- | --- |
| 1 | Senegal    | 3 | 3 | 0 | 100  | 237 | 220 | 17  |
| 2 | Angola     | 3 | 2 | 1 | 66.7 | 225 | 213 | 12  |
| 3 | Moçambique | 3 | 1 | 2 | 33.3 | 233 | 252 | -19 |
| 4 | Marrocos   | 3 | 0 | 3 | 0    | 220 | 230 | -10 |

| 20 de agosto 16:00 | Relatório | Angola                                                 | 84–72 | Moçambique                                            |  | Salle Omnisport de Rades, Radès |  |
| 20 de agosto 16:00 | Relatório | Placar por quarto: 15-24, 17-19, 29-14, 23-15          |       |                                                       |  | Salle Omnisport de Rades, Radès |  |
| 20 de agosto 16:00 | Relatório | Pts: C. Morais 18 Rbts: Y. Moreira 8 Asts: B. Morais 4 |       | Pts: A. Matos 27 Rbts: O. Magoliço 7 Asts: P. Matos 5 |  | Salle Omnisport de Rades, Radès |  |

| 20 de agosto 21:00 | Relatório | Senegal                                                | 77–71 | Marrocos                                               |  | Salle Omnisport de Rades, Radès |  |
| 20 de agosto 21:00 | Relatório | Placar por quarto: 17-10, 17-24, 24-17, 19-20          |       |                                                        |  | Salle Omnisport de Rades, Radès |  |
| 20 de agosto 21:00 | Relatório | Pts: G. Dieng 26 Rbts: G. Dieng 15 Asts: X. Dalmeida 5 |       | Pts: A. Zouita 27 Rbts: S. Kourodu 7 Asts: M. Khalfi 8 |  | Salle Omnisport de Rades, Radès |  |

| 22 de agosto 16:00 | Relatório | Moçambique                                           | 76–86 | Senegal                                                |  | Salle Omnisport de Rades,Radès |  |
| 22 de agosto 16:00 | Relatório | Placar por quarto: 16-27, 17-16, 24-21, 19-22        |       |                                                        |  | Salle Omnisport de Rades,Radès |  |
| 22 de agosto 16:00 | Relatório | Pts: P. Matos 18 Rbts: C. Muchate 5 Asts: P. Matos 5 |       | Pts: G. Dieng 28 Rbts: G. Dieng 18 Asts: X. Dalmeida 8 |  | Salle Omnisport de Rades,Radès |  |

| 22 de agosto 21:00 | Relatório | Angola                                                                  | 68–67 | Marrocos                                            |  | Salle Omnisport de Rades, Radès |  |
| 22 de agosto 21:00 | Relatório | Placar por quarto: 15-23, 18-12, 17-20, 18-12                           |       |                                                     |  | Salle Omnisport de Rades, Radès |  |
| 22 de agosto 21:00 | Relatório | Pts: E. Ndoniema 11 Rbts: E. Mingas 6 Asts: oito jogadores com 1 assist |       | Pts: A. Najah 14 Rbts: A. Najah 6 Asts: M. Khalfi 4 |  | Salle Omnisport de Rades, Radès |  |

| 24 de agosto 16:00 | Relatório | Marrocos                                                 | 82–85 | Moçambique                                                            |  | Salle Omnisport de Rades,Radès |  |
| 24 de agosto 16:00 | Relatório | Placar por quarto: 29-19, 21-23, 10-16, 22-27            |       |                                                                       |  | Salle Omnisport de Rades,Radès |  |
| 24 de agosto 16:00 | Relatório | Pts: S. Kourodu 21 Rbts: S. Kourodu 11 Asts: A. Zouita 5 |       | Pts: P. Matos 23 Rbts: C. Muchate 7 Asts: D. Canivete e B. Chimonzo 2 |  | Salle Omnisport de Rades,Radès |  |

| 24 de agosto 21:00 | Relatório | Senegal                                               | 74–73 | Angola                                               |  | Salle Omnisport de Rades, Radès |  |
| 24 de agosto 21:00 | Relatório | Placar por quarto: 14-18, 23-15, 13-26, 24-14         |       |                                                      |  | Salle Omnisport de Rades, Radès |  |
| 24 de agosto 21:00 | Relatório | Pts: G. Dieng 24 Rbts: G. Dieng 24 Asts: X. D'Almeida |       | Pts: C. Morais 19 Rbts: Y. Moreira 7 Asts: C. Morais |  | Salle Omnisport de Rades, Radès |  |

### Grupo C
| # | Seleção  | J | V | D | %    | P+  | P-  | +/- |
| - | -------- | - | - | - | ---- | --- | --- | --- |
| 1 | Egito    | 3 | 3 | 0 | 100  | 234 | 175 | 59  |
| 2 | Mali     | 3 | 2 | 1 | 66.7 | 240 | 206 | 34  |
| 3 | Camarões | 3 | 1 | 2 | 33.3 | 183 | 179 | 4   |
| 4 | Gabão    | 3 | 0 | 3 | 0    | 176 | 267 | -97 |

| 19 de agosto 12:30 | Relatório | Egito                                                  | 96–49 | Gabão                                                   |  | Radès |  |
| 19 de agosto 12:30 | Relatório | Placar por quarto: 16-15, 39-3, 24-17, 17-14           |       |                                                         |  | Radès |  |
| 19 de agosto 12:30 | Relatório | Pts: I. Elgammal 14 Rbts: Y. Shousha 9 Asts: E. Amin 4 |       | Pts: S. Lasme 9 Rbts: S. Lasme 11 Asts: L. Essono Mvé 3 |  | Radès |  |

| 19 de agosto 17:30 | Relatório | Mali                                                                          | 56–70 | Camarões                                                                      |  | Radès |  |
| 19 de agosto 17:30 | Relatório | Placar por quarto: 18-11, 10-14, 20-28, 8-17                                  |       |                                                                               |  | Radès |  |
| 19 de agosto 17:30 | Relatório | Pts: I. Saounera e D. Ballo 11 Rbts: S. Cissé 7 Asts: S. Cissé e M. Tangara 2 |       | Pts: K. Kadji 17 Rbts: A. Adala Moto e K. Kadji 6 Asts: A. Curti e P. Bitee 3 |  | Radès |  |

| 21 de agosto 13:30 | Relatório | Gabão                                                                                    | 54–78 | Mali                                                            |  | Radès |  |
| 21 de agosto 13:30 | Relatório | Placar por quarto: 20-16, 8-26, 5-18, 21-18                                              |       |                                                                 |  | Radès |  |
| 21 de agosto 13:30 | Relatório | Pts: L. Essono Mvé 11 Rbts: L. Essono Mvé 9 Asts: L. Essono Mvé, A. Boundou e S. Lasme 2 |       | Pts: B. Moungoro 13 Rbts: M. Bah e I. Djambo 9 Asts: M. Kante 5 |  | Radès |  |

| 21 de agosto 18:30 | Relatório | Egito                                                                | 83–77 | Camarões                                                                |  | Radès |  |
| 21 de agosto 18:30 | Relatório | Placar por quarto: 22-14, 19-27, 25-21, 17-15                        |       |                                                                         |  | Radès |  |
| 21 de agosto 18:30 | Relatório | Pts: K. Khalifa 15 Rbts: Y. Shousha 12 Asts: K. Khalifa e A. Marei 4 |       | Pts: J. Nzeulie 19 Rbts: K. Kadji 10 Asts: A. Adala Moto e J. Nzeulie 2 |  | Radès |  |

| 23 de agosto 13:30 | Relatório | Camarões                                                                     | 93–67 | Gabão                                                                              |  | Radès |  |
| 23 de agosto 13:30 | Relatório | Placar por quarto: 15-10, 20-20, 23-22, 35-15                                |       |                                                                                    |  | Radès |  |
| 23 de agosto 13:30 | Relatório | Pts: J. Nzeulie 25 Rbts: A. Adala Moto e A. Wangmene 7 Asts: A. Adala Moto 7 |       | Pts: L. Kobangoye Ikinda 18 Rbts: G. Mayimba 7 Asts: S. Ndong e R. Mouckaga Atsu 2 |  | Radès |  |

| 23 de agosto 18:30 | Relatório | Mali                                                               | 49–55 | Egito                                                  |  | Radès |  |
| 23 de agosto 18:30 | Relatório | Placar por quarto: 10-17, 10-11, 11-10, 18-17                      |       |                                                        |  | Radès |  |
| 23 de agosto 18:30 | Relatório | Pts: B. Moungoro e S. Cissé 10 Rbts: M. Tangara 5 Asts: M. Kante 3 |       | Pts: R. Gunady 12 Rbts: A. Marei 11 Asts: K. Khalifa 3 |  | Radès |  |

### Grupo D
| # | Seleção         | J | V | D | %    | P+  | P-  | +/- |
| - | --------------- | - | - | - | ---- | --- | --- | --- |
| 1 | Cabo Verde      | 3 | 3 | 0 | 100  | 230 | 190 | 40  |
| 2 | Costa do Marfim | 3 | 2 | 1 | 66.7 | 201 | 202 | -1  |
| 3 | Argélia         | 3 | 1 | 2 | 33.3 | 230 | 226 | 4   |
| 4 | Zimbabwe        | 3 | 0 | 3 | 0    | 184 | 227 | -43 |

| 20 de agosto 13:30 | Relatório | Costa do Marfim                                       | 56–76 | Cabo Verde                                                                               |  | Salle Omnisport de Rades, Radès |  |
| 20 de agosto 13:30 | Relatório | Placar por quarto: 11-24, 11-23, 17-17, 17-12         |       |                                                                                          |  | Salle Omnisport de Rades, Radès |  |
| 20 de agosto 13:30 | Relatório | Pts: S. Diabate 12 Rbts: J. Koffi 10 Asts: J. Koffi 4 |       | Pts: J. Xavier 19 Rbts: R. Mascarenhas 14 Asts: J. Xavier, I. Almeida e R. Mascarenhas 4 |  | Salle Omnisport de Rades, Radès |  |

| 20 de agosto 18:30 | Relatório | Argélia                                                 | 87–67 | Zimbábue                                                                              |  | Salle Omnisport de Rades, Radès |  |
| 20 de agosto 18:30 | Relatório | Placar por quarto: 15-20, 24-17, 27-17, 21-13           |       |                                                                                       |  | Salle Omnisport de Rades, Radès |  |
| 20 de agosto 18:30 | Relatório | Pts: M. Harat 21 Rbts: M. Harat 12 Asts: M. Benzegala 6 |       | Pts: V. Chikoko e T. Maturure 14 Rbts: T. Maturure 10 Asts: T. Chitsinde e E. Banda 2 |  | Salle Omnisport de Rades, Radès |  |

| 22 de agosto 13:30 | Relatório | Costa do Marfim                                        | 64–52 | Zimbábue                                                   |  | Salle Omnisport de Rades, Radès |  |
| 22 de agosto 13:30 | Relatório | Placar por quarto: 14-11, 18-11, 16-19, 16-11          |       |                                                            |  | Salle Omnisport de Rades, Radès |  |
| 22 de agosto 13:30 | Relatório | Pts: S. Diabate 17 Rbts: E. Tape 10 Asts: S. Diabate 8 |       | Pts: V. Chikoko 17 Rbts: V. Chikoko 10 Asts: T. Maturure 3 |  | Salle Omnisport de Rades, Radès |  |

| 22 de agosto 18:30 | Relatório | Cabo Verde                                                  | 78–69 | Argélia                                                      |  | Salle Omnisport de Rades, Radès |  |
| 22 de agosto 18:30 | Relatório | Placar por quarto: 20-19, 30-12, 15-17, 13-21               |       |                                                              |  | Salle Omnisport de Rades, Radès |  |
| 22 de agosto 18:30 | Relatório | Pts: I. Almeida 25 Rbts: R. Mascarenhas 9 Asts: J. Xavier 4 |       | Pts: M. Cheriet 19 Rbts: M. Benzegala 5 Asts: M. Benzegala 5 |  | Salle Omnisport de Rades, Radès |  |

| 24 de agosto 13:30 | Relatório | Zimbábue                                                               | 65–76 | Cabo Verde                                                            |  | Salle Omnisport de Rades, Radès |  |
| 24 de agosto 13:30 | Relatório | Placar por quarto: 18-22, 18-16, 16-24, 13-14                          |       |                                                                       |  | Salle Omnisport de Rades, Radès |  |
| 24 de agosto 13:30 | Relatório | Pts: E. Banda e T. Maturure 12 Rbts: V. Chikoko 11 Asts: T. Maturure 4 |       | Pts: J. Xavier e M. Correia 18 Rbts: K. Coronel 12 Asts: I. Almeida 7 |  | Salle Omnisport de Rades, Radès |  |

| 24 de agosto 18:30 | Relatório | Argélia                                                 | 74–81 | Costa do Marfim                                       |  | Salle Omnisport de Rades, Radès |  |
| 24 de agosto 18:30 | Relatório | Placar por quarto: 24-19, 18-18, 18-16, 14-28           |       |                                                       |  | Salle Omnisport de Rades, Radès |  |
| 24 de agosto 18:30 | Relatório | Pts: M. Harat 27 Rbts: M. Harat 14 Asts: M. Benzegala 4 |       | Pts: S. Diabate 26 Rbts: E. Tape 6 Asts: S. Diabate 6 |  | Salle Omnisport de Rades, Radès |  |

## Fase Final
|  | Oitavas de final          | Oitavas de final |              |     | Quartas de final | Quartas de final |              |              | Semifinais | Semifinais |  |  | Final | Final |
|  |                           |                  |              |     |                  |                  |              |              |            |            |  |  |       |       |
|  | 25 de agosto              |                  |              |     |                  |                  |              |              |            |            |  |  |       |       |
|  |                           |                  |              |     |                  |                  |              |              |            |            |  |  |       |       |
|  | Tunísia                   | 69               |              |     |                  |                  |              |              |            |            |  |  |       |       |
|  | Tunísia                   | 69               | 27 de agosto |     |                  |                  |              |              |            |            |  |  |       |       |
|  | Marrocos                  | 68               |              |     |                  |                  |              |              |            |            |  |  |       |       |
|  | Marrocos                  | 68               | Tunísia      | 67  |                  |                  |              |              |            |            |  |  |       |       |
|  | 25 de agosto              |                  | Tunísia      | 67  |                  |                  |              |              |            |            |  |  |       |       |
|  |                           | Mali             | 60           |     |                  |                  |              |              |            |            |  |  |       |       |
|  | Costa do Marfim           | Mali             | 60           | 57  |                  |                  |              |              |            |            |  |  |       |       |
|  | Costa do Marfim           |                  | 29 de agosto | 57  |                  |                  |              |              |            |            |  |  |       |       |
|  | Mali                      | 76               |              |     |                  |                  |              |              |            |            |  |  |       |       |
|  | Mali                      | 76               | Tunísia      | 51  |                  |                  |              |              |            |            |  |  |       |       |
|  | 25 de agosto              |                  | Tunísia      | 51  |                  |                  |              |              |            |            |  |  |       |       |
|  |                           | Angola           | 58           |     |                  |                  |              |              |            |            |  |  |       |       |
|  | Egito                     | Angola           | 58           | 102 |                  |                  |              |              |            |            |  |  |       |       |
|  | Egito                     | 27 de agosto     |              | 102 |                  |                  |              |              |            |            |  |  |       |       |
|  | Zimbabwe                  | 62               |              |     |                  |                  |              |              |            |            |  |  |       |       |
|  | Zimbabwe                  | 62               | Egito        | 63  |                  |                  |              |              |            |            |  |  |       |       |
|  | 25 de agosto              |                  | Egito        | 63  |                  |                  |              |              |            |            |  |  |       |       |
|  |                           | Angola           | 83           |     |                  |                  |              |              |            |            |  |  |       |       |
|  | Angola                    | Angola           | 83           | 62  |                  |                  |              |              |            |            |  |  |       |       |
|  | Angola                    |                  | 30 de agosto | 62  |                  |                  |              |              |            |            |  |  |       |       |
|  | República Centro-Africana | 61               |              |     |                  |                  |              |              |            |            |  |  |       |       |
|  | República Centro-Africana | 61               | Angola       | 65  |                  |                  |              |              |            |            |  |  |       |       |
|  | 26 de agosto              |                  | Angola       | 65  |                  |                  |              |              |            |            |  |  |       |       |
|  |                           | Nigéria          | 74           |     |                  |                  |              |              |            |            |  |  |       |       |
|  | Senegal                   | Nigéria          | 74           | 79  |                  |                  |              |              |            |            |  |  |       |       |
|  | Senegal                   | 27 de agosto     |              | 79  |                  |                  |              |              |            |            |  |  |       |       |
|  | Uganda                    | 48               |              |     |                  |                  |              |              |            |            |  |  |       |       |
|  | Uganda                    | 48               | Senegal      | 75  |                  |                  |              |              |            |            |  |  |       |       |
|  | 26 de agosto              |                  | Senegal      | 75  |                  |                  |              |              |            |            |  |  |       |       |
|  |                           | Argélia          | 58           |     |                  |                  |              |              |            |            |  |  |       |       |
|  | Camarões                  | Argélia          | 58           | 71  |                  |                  |              |              |            |            |  |  |       |       |
|  | Camarões                  |                  | 29 de agosto | 71  |                  |                  |              |              |            |            |  |  |       |       |
|  | Argélia                   | 73               |              |     |                  |                  |              |              |            |            |  |  |       |       |
|  | Argélia                   | 73               | Senegal      | 79  |                  |                  |              |              |            |            |  |  |       |       |
|  | 26 de agosto              |                  | Senegal      | 79  |                  |                  |              |              |            |            |  |  |       |       |
|  |                           | Nigéria          | 88           |     |                  |                  |              |              |            |            |  |  |       |       |
|  | Cabo Verde                | Nigéria          | 88           | 67  |                  |                  |              |              |            |            |  |  |       |       |
|  | Cabo Verde                | 27 de agosto     | 27 de agosto | 67  |                  |                  | 30 de agosto | 30 de agosto |            |            |  |  |       |       |
|  | Gabão                     | 27 de agosto     | 27 de agosto | 77  |                  |                  | 30 de agosto | 30 de agosto |            |            |  |  |       |       |
|  | Gabão                     | Gabão            | 64           | 77  |                  |                  |              |              |            |            |  |  |       |       |
|  | 26 de agosto              | Gabão            | 64           |     |                  |                  |              |              |            |            |  |  |       |       |
|  |                           | Nigéria          | 88           |     |                  |                  |              |              |            |            |  |  |       |       |
|  | Nigéria                   | Nigéria          | 88           | 83  |                  |                  |              |              |            |            |  |  |       |       |
|  | Nigéria                   |                  |              | 83  |                  |                  |              |              |            |            |  |  |       |       |
|  | Moçambique                | 47               |              |     |                  |                  |              |              |            |            |  |  |       |       |
|  | Moçambique                | 47               |              |     |                  |                  |              |              |            |            |  |  |       |       |

## Oitavas de Final
| 25 de agosto 13:30 | Relatório | Egito                                              | 102–62 | Zimbábue                                                                 |  | Salle Omnisport de Rades, Radès |  |
| 25 de agosto 13:30 | Relatório | Placar por quarto: 23-12, 26-17, 22-11, 31-22      |        |                                                                          |  | Salle Omnisport de Rades, Radès |  |
| 25 de agosto 13:30 | Relatório | Pts: E. Amin 18 Rbts: A. Marei 8 Asts: A. Tawfik 6 |        | Pts: V. Chikoko 17 Rbts: V. Chikoko 10 Asts: T. Chitsinde e V. Chikoko 2 |  | Salle Omnisport de Rades, Radès |  |

| 25 de agosto 16:00 | Relatório | Angola                                                | 62–61 | Rep. Centro-Africana                                                                                  |  | Salle Omnisport de Rades, Radès |  |
| 25 de agosto 16:00 | Relatório | Placar por quarto: 15-18, 15-11, 22-21, 10-11         |       | |  | Salle Omnisport de Rades, Radès |  |
| 25 de agosto 16:00 | Relatório | Pts: Y. Moreira 16 Rbts: E. Mingas 8 Asts: A. Costa 6 |       | Pts: M. Kouguere 23 Rbts: J. Grebongo e M. Kouguere 7 Asts: D. Damachoua, J. Pehoua e J. Djimrabaye 2 |  | Salle Omnisport de Rades, Radès |  |

| 25 de agosto 18:30 | Relatório | Costa do Marfim                                              | 57–76 | Mali                                                               |  | Salle Omnisport de Rades, Radès |  |
| 25 de agosto 18:30 | Relatório | Placar por quarto: 6-22, 10-22, 17-13, 24-19                 |       |                                                                    |  | Salle Omnisport de Rades, Radès |  |
| 25 de agosto 18:30 | Relatório | Pts: S. Diabate 18 Rbts: A. Seydou Hima 7 Asts: S. Diabate 4 |       | Pts: S. Sidibe 18 Rbts: D. Ballo 10 Asts: M. Kante e B. Moungoro 4 |  | Salle Omnisport de Rades, Radès |  |

| 25 de agosto 21:00 | Relatório | Tunísia                                                          | 69–68 | Marrocos                                               | OT | Salle Omnisport de Rades, Radès |  |
| 25 de agosto 21:00 | Relatório | Placar por quarto: 17-12, 14-11, 16-24, 9-9, OT: 13-12           |       |                                                        | OT | Salle Omnisport de Rades, Radès |  |
| 25 de agosto 21:00 | Relatório | Pts: M. Ben Romdhane 22 Rbts: M. Ben Romdhane 10 Asts: M. Roll 3 |       | Pts: S. Kourodu 19 Rbts: A. Zouita 7 Asts: A. Zouita 6 | OT | Salle Omnisport de Rades, Radès |  |

| 26 de agosto 13:30 | Relatório | Senegal                                                 | 79–48 | Uganda                                                                  |  | Salle Omnisport de Rades, Radès |  |
| 26 de agosto 13:30 | Relatório | Placar por quarto: 16-13, 20-9, 23-16, 20-10            |       |                                                                         |  | Salle Omnisport de Rades, Radès |  |
| 26 de agosto 13:30 | Relatório | Pts: G. Dieng 23 Rbts: G. Dieng 17 Asts: X. D'Almeida 8 |       | Pts: S. Ocitti 16 Rbts: B. Sebirumbi 12 Asts: S. Mukooza e K. Nagwere 3 |  | Salle Omnisport de Rades, Radès |  |

| 26 de agosto 16:00 | Relatório | Cabo Verde                                               | 67–77 | Gabão                                                                 |  | Salle Omnisport de Rades, Radès |  |
| 26 de agosto 16:00 | Relatório | Placar por quarto: 24-20, 17-19, 17-16, 9-22             |       |                                                                       |  | Salle Omnisport de Rades, Radès |  |
| 26 de agosto 16:00 | Relatório | Pts: M. Correia 23 Rbts: I. Almeida 10 Asts: J. Xavier 7 |       | Pts: G. Mayimba 17 Rbts: L. Essono Mvé 10 Asts: L. Kobangoye Ikinda 4 |  | Salle Omnisport de Rades, Radès |  |

| 26 de agosto 18:30 | Relatório | Nigéria                                                              | 83–47 | Moçambique                                                                    |  | Salle Omnisport de Rades, Radès |  |
| 26 de agosto 18:30 | Relatório | Placar por quarto: 29-16, 12-8, 20-12, 22-11                         |       |                                                                               |  | Salle Omnisport de Rades, Radès |  |
| 26 de agosto 18:30 | Relatório | Pts: A. Aminu 14 Rbts: O. Lawal 12 Asts: J. Olasewere e O. Oyedeji 3 |       | Pts: A. Matos 14 Rbts: H. Martins, C. Muchate e P. Matos 4 Asts: C. Muchate 4 |  | Salle Omnisport de Rades, Radès |  |

| 26 de agosto 21:00 | Relatório | Camarões                                                                 | 71–73 | Argélia                                                              |  | Salle Omnisport de Rades, Radès |  |
| 26 de agosto 21:00 | Relatório | Placar por quarto: 19-19, 15-15, 21-21, 16-18                            |       |                                                                      |  | Salle Omnisport de Rades, Radès |  |
| 26 de agosto 21:00 | Relatório | Pts: F. Tchoubaye 22 Rbts: A. Adala Moto 10 Asts: P. Bitee e J. Nzeuli 3 |       | Pts: M. Harat 23 Rbts: S. Mekdad e M. Cheriet 7 Asts: M. Benzegala 8 |  | Salle Omnisport de Rades, Radès |  |

## Quartas de Final
| 27 de agosto 13:30 | Relatório | Gabão                                                  | 64–88 | Nigéria                                            |  | Salle Omnisport de Rades, Radès |  |
| 27 de agosto 13:30 | Relatório | Placar por quarto: 11-23, 14-26, 9-23, 30-16           |       |                                                    |  | Salle Omnisport de Rades, Radès |  |
| 27 de agosto 13:30 | Relatório | Pts: G. Mayimba 21 Rbts: S. Lasme 9 Asts: A. Boundou 3 |       | Pts: A. Aminu 17 Rbts: A. Aminu 10 Asts: B. Uzoh 6 |  | Salle Omnisport de Rades, Radès |  |

| 27 de agosto 16:00 | Relatório | Egito                                                 | 63–83 | Angola                                                              |  | Salle Omnisport de Rades, Radès |  |
| 27 de agosto 16:00 | Relatório | Placar por quarto: 13-20, 16-23, 17-17, 17-23         |       |                                                                     |  | Salle Omnisport de Rades, Radès |  |
| 27 de agosto 16:00 | Relatório | Pts: E. Amin 18 Rbts: K. Khalifa 8 Asts: K. Khalifa 4 |       | Pts: C. Morais 19 Rbts: Y. Moreira e F. Ambrosio 5 Asts: A. Costa 6 |  | Salle Omnisport de Rades, Radès |  |

| 27 de agosto 18:30 | Relatório | Senegal                                             | 75–58 | Argélia                                                                      |  | Salle Omnisport de Rades, Radès |  |
| 27 de agosto 18:30 | Relatório | Placar por quarto: 17-12, 20-16, 25-9, 13-21        |       |                                                                              |  | Salle Omnisport de Rades, Radès |  |
| 27 de agosto 18:30 | Relatório | Pts: G. Dieng 20 Rbts: G. Dieng 17 Asts: G. Dieng 8 |       | Pts: M. Benzagala e M. Harat 12 Rbts: M. Touati 7 Asts: quatro atletas com 1 |  | Salle Omnisport de Rades, Radès |  |

| 27 de agosto 21:00 | Relatório | Tunísia                                                             | 67–60 | Mali                                                               |  | Salle Omnisport de Rades, Radès |  |
| 27 de agosto 21:00 | Relatório | Placar por quarto: 18-4, 15-20, 13-11, 21-25                        |       |                                                                    |  | Salle Omnisport de Rades, Radès |  |
| 27 de agosto 21:00 | Relatório | Pts: M. El Mabrouk 16 Rbts: M. Ben Romdhane 7 Asts: M. El Mabrouk 4 |       | Pts: S. Cissé e W. Coulibaly 14 Rbts: I. Djambo 8 Asts: M. Kante 3 |  | Salle Omnisport de Rades, Radès |  |

## Semifinal
| 29 de agosto 18:30 | Relatório | Senegal                                                  | 79–88 | Nigéria                                              | OT | Salle Omnisport de Rades, Radès |  |
| 29 de agosto 18:30 | Relatório | Placar por quarto: 15-18, 22-18, 26-22, 13-19, OT: 3-12  |       |                                                      | OT | Salle Omnisport de Rades, Radès |  |
| 29 de agosto 18:30 | Relatório | Pts: G. Dieng 20 Rbts: G. Dieng 16 Asts: X. D'Almeida 11 |       | Pts: C. Oguchi 28 Rbts: O. Lawal 11 Asts: A. Aminu 4 | OT | Salle Omnisport de Rades, Radès |  |

| 29 de agosto 16:00 | Relatório | Tunísia                                                   | 51–58 | Angola                                               |  | Salle Omnisport de Rades, Radès |  |
| 29 de agosto 16:00 | Relatório | Placar por quarto: 9-15, 6-9, 17-17, 19-17                |       |                                                      |  | Salle Omnisport de Rades, Radès |  |
| 29 de agosto 16:00 | Relatório | Pts: M. Ben Romdhane 12 Rbts: S. Mejri 9 Asts: O. Abada 4 |       | Pts: E. Mingas 14 Rbts: A. Costa 8 Asts: C. Morais 3 |  | Salle Omnisport de Rades, Radès |  |

## Decisão 15º Lugar
| 27 de agosto 11:00 | Relatório | Zimbábue                                                     | 64–72 | Uganda                                                 |  | Salle Omnisport de Rades, Radès |  |
| 27 de agosto 11:00 | Relatório | Placar por quarto: 17-20, 12-16, 11-14, 24-22                |       |                                                        |  | Salle Omnisport de Rades, Radès |  |
| 27 de agosto 11:00 | Relatório | Pts: T. Maturure 20 Rbts: T. Chitsinde 8 Asts: T.Chitsinde 3 |       | Pts: S. Ocitti 27 Rbts: S. Ocitti 8 Asts: S. Mukooza 7 |  | Salle Omnisport de Rades, Radès |  |

## Decisão 13º Lugar
| 28 de agosto 9:00 | Relatório | Rep. Centro-Africana                                                         | 74–86 | Marrocos                                               |  | Salle Omnisport de Rades, Radès |  |
| 28 de agosto 9:00 | Relatório | Placar por quarto: 20-17, 16-15, 20-28, 18-26                                |       |                                                        |  | Salle Omnisport de Rades, Radès |  |
| 28 de agosto 9:00 | Relatório | Pts: M. Kouguere 22 Rbts: J. Grebongo e D. Djimrabaye 7 Asts: D. Damachoua 4 |       | Pts: S. Kourodu 21 Rbts: A. Zouita 7 Asts: M. Khalfi 9 |  | Salle Omnisport de Rades, Radès |  |

## Decisão 11º Lugar
| 28 de agosto 11:00 | Relatório | Costa do Marfim                                        | 63–70 | Moçambique                                           |  | Salle Omnisport de Rades, Radès |  |
| 28 de agosto 11:00 | Relatório | Placar por quarto: 18-22, 10-6, 15-23, 20-19           |       |                                                      |  | Salle Omnisport de Rades, Radès |  |
| 28 de agosto 11:00 | Relatório | Pts: S. Diabate 19 Rbts: N. Meite 7 Asts: S. Diabate 8 |       | Pts: A. Matos 21 Rbts: H. Ubisse 10 Asts: P. Matos 4 |  | Salle Omnisport de Rades, Radès |  |

## Decisão 9º Lugar
| 28 de agosto 13:00 | Relatório | Cabo Verde                                               | 66–88 | Camarões                                                        |  | Salle Omnisport de Rades, Radès |  |
| 28 de agosto 13:00 | Relatório | Placar por quarto: 30-16, 8-25, 19-24, 9-23              |       |                                                                 |  | Salle Omnisport de Rades, Radès |  |
| 28 de agosto 13:00 | Relatório | Pts: J. Xavier 19 Rbts: I. Almeida 11 Asts: I. Almeida 8 |       | Pts: S. Moundou Missi 16 Rbts: A. Adala Moto 8 Asts: P. Bitte 3 |  | Salle Omnisport de Rades, Radès |  |

## Torneio de Consolação (5º ao 8º)
| 28 de agosto 15:00 | Relatório | Mali                                               | 51–74 | Egito                                                   |  | Salle Omnisport de Rades, Radès |  |
| 28 de agosto 15:00 | Relatório | Placar por quarto: 13-18, 10-8, 7-18, 21-30        |       |                                                         |  | Salle Omnisport de Rades, Radès |  |
| 28 de agosto 15:00 | Relatório | Pts: B. Mougoro 14 Rbts: M. Kante 6 Asts: S. Cissé |       | Pts: E. Elgammal 9 Rbts: K. Khalifa 10 Asts: A. Marei 4 |  | Salle Omnisport de Rades, Radès |  |

| 28 de agosto 17:00 | Relatório | Argélia                                                | 84–76 | Gabão                                                           |  | Salle Omnisport de Rades, Radès |  |
| 28 de agosto 17:00 | Relatório | Placar por quarto: 28-13, 22-18, 15-23, 19-22          |       |                                                                 |  | Salle Omnisport de Rades, Radès |  |
| 28 de agosto 17:00 | Relatório | Pts: M. Harat 23 Rbts: A. Dekkiche 6 Asts: K. Ammour 3 |       | Pts: G. Mayimba 18 Rbts: S. Lasme 8 Asts: L. Kobongoye Ikinda 2 |  | Salle Omnisport de Rades, Radès |  |

### Decisão do 7º Lugar
| 29 de agosto 13:30 | Relatório | Mali                                                    | 94–82 | Gabão                                                       |  | Salle Omnisport de Rades, Radès |  |
| 29 de agosto 13:30 | Relatório | Placar por quarto: 35-31, 23-21, 14-17, 22-13           |       |                                                             |  | Salle Omnisport de Rades, Radès |  |
| 29 de agosto 13:30 | Relatório | Pts: M. Tangara 20 Rbts: M. Tangara 17 Asts: M. Kante 8 |       | Pts: G. Mayimba 18 Rbts: G. Mayimba 9 Asts: L. Essono Mvé 6 |  | Salle Omnisport de Rades, Radès |  |

### Decisão do 5º Lugar
| 29 de agosto 16:00 | Relatório | Egito                                                 | 69–63 | Argélia                                                  |  | Salle Omnisport de Rades, Radès |  |
| 29 de agosto 16:00 | Relatório | Placar por quarto: 13-13, 14-17, 19-14, 23-19         |       |                                                          |  | Salle Omnisport de Rades, Radès |  |
| 29 de agosto 16:00 | Relatório | Pts: A. Marei 17 Rbts: A. Marei 11 Asts: K. Khalifa 4 |       | Pts: M. Touati 15 Rbts: M. Touati 10 Asts: Y. Mostefat 4 |  | Salle Omnisport de Rades, Radès |  |

## Decisão da Medalha de Bronze
| 30 de agosto 18:30 | Relatório | Tunísia                                       | 82–73 | Senegal                                        |  | Salle Omnisport de Rades, Radès |  |
| 30 de agosto 18:30 | Relatório | Placar por quarto: 23-18, 14-15, 23-19, 22-21 |       |                                                |  | Salle Omnisport de Rades, Radès |  |
| 30 de agosto 18:30 | Relatório | Pts: Roll 25 Rbts: Braa 9 Asts: Roll 5        |       | Pts: Mendy 19 Rbts: Dieng 12 Asts: D'Almeida 9 |  | Salle Omnisport de Rades, Radès |  |

## Final
| 30 de Agosto 21:00 | Relatório | Angola                                        | 65–74 | Nigéria                                    |  | Salle Omnisport de Rades, Radès |  |
| 30 de Agosto 21:00 | Relatório | Placar por quarto: 13–10, 11–27, 12–14, 29–23 |       |                                            |  | Salle Omnisport de Rades, Radès |  |
| 30 de Agosto 21:00 | Relatório | Pts: Morais 15 Rbts: Mingas 8 Asts: Costa 4   |       | Pts: Oguchi 19 Rbts: Aminu 12 Asts: Uzoh 3 |  | Salle Omnisport de Rades, Radès |  |

### Campeões e Classificados para a XXXI Olimpíada
| FIBA Afrobasket 2015 Campeões |
| ----------------------------- |
| Nigéria 1º Título             |

## Classificação Final
| Pos | Países                    | V-D | Classificação        |
| --- | ------------------------- | --- | -------------------- |
| 1   | Nigéria                   | 6-1 | Rio 2016             |
| 2   | Angola                    | 5-2 | Pré-olímpico de 2016 |
| 3   | Tunísia                   | 6-1 | Pré-olímpico de 2016 |
| 4   | Senegal                   | 5-2 | Pré-olímpico de 2016 |
| 5   | Egito                     | 6-1 | Sem Classificação    |
| 6   | Argélia                   | 3-4 | Sem Classificação    |
| 7   | Mali                      | 3-4 | Sem Classificação    |
| 8   | Gabão                     | 1-6 | Sem Classificação    |
| 9   | Camarões                  | 3-2 | Sem Classificação    |
| 10  | Cabo Verde                | 3-2 | Sem Classificação    |
| 11  | Moçambique                | 2-3 | Sem Classificação    |
| 12  | Costa do Marfim           | 2-3 | Sem Classificação    |
| 13  | Marrocos                  | 1-4 | Sem Classificação    |
| 14  | República Centro-Africana | 1-4 | Sem Classificação    |
| 15  | Uganda                    | 1-4 | Sem Classificação    |
| 16  | Zimbabwe                  | 0-5 | Sem Classificação    |

## Líderes em Estatísticas
| Jogador           | Epj  |
| ----------------- | ---- |
| Gorgui Dieng      | 30.3 |
| Souleyman Diabate | 20.4 |
| Olaseni Lawal     | 19.6 |

| Jogador       | Ppj  |
| ------------- | ---- |
| Gorgui Dieng  | 22.9 |
| Jeff Xavier   | 19.6 |
| Augusto Matos | 19.2 |

| Jogador             | Rpj  |
| ------------------- | ---- |
| Gorgui Dieng        | 14.9 |
| Rodrigo Mascarenhas | 10.0 |
| Olaseni Lawal       | 9.0  |

| Jogador           | Apj |
| ----------------- | --- |
| Xane D'Almeida    | 7.4 |
| Mustapha Khalfi   | 6.0 |
| Souleyman Diabate | 5.8 |

## Seleção do Afrobasket 2015
- Chamberlain Oguchi (MVP)
- Al-Farouq Aminu
- Carlos Morais
- Makren Ben Romdhane
- Gorgui Dieng